# SPINK1
L'inibitore della secrezione pancreatica della tripsina è una proteina che nell'uomo viene codificata dal gene SPINK1. Fa parte degli inibitori della attività endopeptidasi tipo-serina.
Viene iper-espresso nel carcinoma prostatico.